# Gare de La Meyze
La gare de La Meyze est une gare ferroviaire française de la ligne de Nexon à Brive-la-Gaillarde, située sur le territoire de la commune de La Meyze, dans le département de la Haute-Vienne en région Nouvelle-Aquitaine.
C'est une halte voyageurs de la Société nationale des chemins de fer français (SNCF), du réseau TER Nouvelle-Aquitaine, desservie par des trains express régionaux.

## Situation ferroviaire
Établie à 375 mètres d'altitude, la gare de La Meyze est située au point kilométrique (PK) 429,945 de la ligne de Nexon à Brive-la-Gaillarde, entre les gares ouvertes de Nexon et de Saint-Yrieix-la-Perche (s'intercalait la gare fermée de Champsiaux).

## Histoire
En 2022, selon les estimations de la SNCF, la fréquentation annuelle de la gare était de 2 493 voyageurs.
Jusqu'en 2018, La Meyze est desservie par des trains express régionaux de la relation Limoges-Bénédictins - Brive-la-Gaillarde. Depuis l'affaissement de voie à Vignols en février 2018, les trains desservant La Meyze sont limités à Saint-Yrieix,,.

## Service des voyageurs

### Accueil

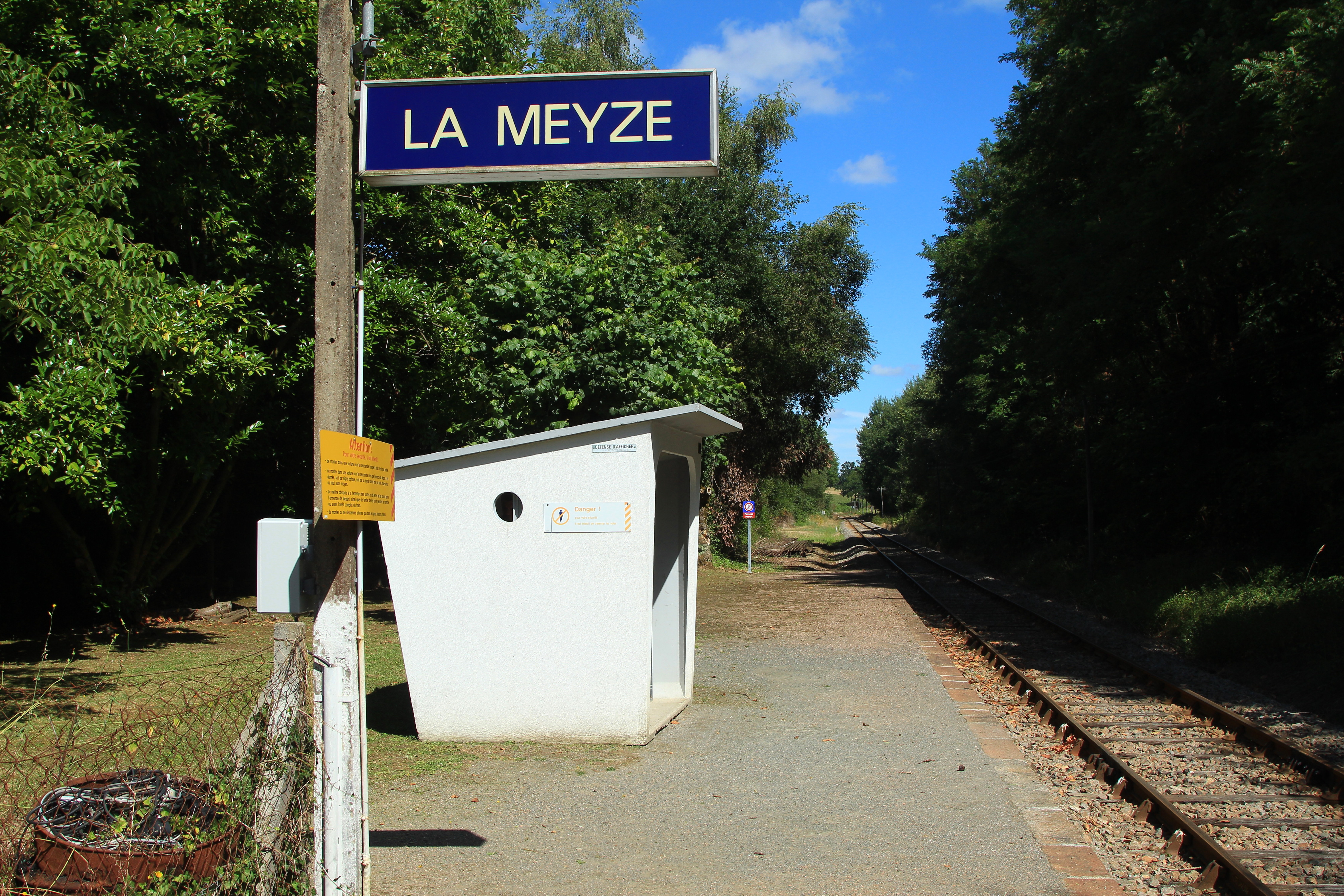
Aubette et quai de la gare.

Halte SNCF, c'est un point d'arrêt non géré (PANG) à accès libre.

### Desserte
La Meyze est une halte régionale SNCF du réseau TER Nouvelle-Aquitaine, desservie par des trains express régionaux de la relation Limoges-Bénédictins - Saint-Yrieix.

### Intermodalité
Un parc pour les vélos et un parking pour les véhicules y sont aménagés.